# Team Soho
Team Soho (колишня назва SCEE Internal Development Team або також відома як SCEE Studio Soho ) - британський розробник відеоігор і студією Sony Computer Entertainment, що базується в Сохо, Лондон .
Компанію було засновано в 1994 році. Оригінальні співробітники не мали майже жодного досвіду у галузі відеоігор, більшість із них - нещодавні випускники університетів. Вони почали з розробки NBA ShootOut, першого вступу до серії NBA ShootOut, який вийшов у 1996 році. У 2002 році студію було закрито та об'єднано з SCEE Camden Studio, щоб сформувати SCEE Studio London . Бренд Team Soho було збережено для The Getaway: Black Monday .
Креативний директор Getaway Брендан Макнамара заснував Team Bondi у середині 2003 року та найняв кількох колишніх співробітників Team Soho.

## Список розроблених ігор
| Рік  | Гра                   | Платформа (и) |
| ---- | --------------------- | ------------- |
| 1996 | NBA ShootOut          | PlayStation   |
| 1996 | NBA ShootOut '97      | PlayStation   |
| 1997 | Porsche Challenge     | PlayStation   |
| 1997 | Rapid Racer           | PlayStation   |
| 1998 | Spice World           | PlayStation   |
| 1999 | This is Football      | PlayStation   |
| 2000 | This is Football 2    | PlayStation   |
| 2001 | This is Football 2002 | PlayStation 2 |
| 2002 | The Getaway           | PlayStation 2 |